# One Piece Mansion
One Piece Mansion (ワンピースマンション?, Wan Piisu Manshon) è un videogioco rompicapo sviluppato nel 2001 da Capcom e pubblicato per PlayStation.
Il titolo non ha nessun collegamento con il manga One Piece.

## Trama
La sorella di Polpo, proprietario della One Piece Mansion, viene rapita da Chocola, un rivale nel settore alberghiero. L'affittacamere dovrà affrontare gli scagnozzi di Chocola per liberare la sorellina.

## Modalità di gioco
Nella modalità storia sono presenti sette livelli che fungono da tutorial del gioco. Nel videogioco bisogna organizzare gli inquilini nelle stanze disposte a griglia. Ogni occupante può trasmettere stress o felicità nelle stanze contigue: quando l'ospite raggiunge il livello massimo di stress, la sua stanza esplode.
In cambio di denaro, il protagonista può far alloggiare nuovi ospiti nella struttura, scambiarli nelle stanze o installare ascensori. Oltre agli ospiti sono presenti nemici che occupano abusivamente la struttura, causando scompiglio tra i clienti.